# 海莉·盧·理查森
海莉·盧·理查森 （英語：Haley Lu Richardson；1995年3月7日－） ，是一位美國女演員，她因出演電影《銅牌巨星》而聞名，另外，她也演出電影《分裂》。

## 生平
海莉出生於美國亞利桑那州鳳凰城，母親為薇樂莉·M·理查森，職業是品牌行銷以及經營，父親為福雷斯特·L·理查森，職業是高爾夫球場建築師。海莉就讀過 Villa Montessori 學校一直到中學。之後就讀 Arcadia 高中，求學期間經常參與戲劇作品以及地方舞蹈比賽。2001年到2011年間，她是鳳凰城的 Cannedy Dance Company 舞蹈公司的主要舞者。在2011年後，她前往好萊塢。

## 作品列表

### 電影
| 年份 | 片名              | 角色             | 备注 |
| ---- | ----------------- | ---------------- | ---- |
| 2012 | Meanamorphosis    | Cameron          | 短片 |
| 2014 | 最後的倖存者      | Kendal           |      |
| 2014 | 宿醉驚喜          | Leslie Mallard   |      |
| 2015 | 銅牌巨星          | Maggie Townsend  |      |
| 2015 | Follow            | Viv              | 短片 |
| 2016 | 最佳閨蜜          | Krista           |      |
| 2016 | 分裂              | 克萊兒（Claire） |      |
| 2017 | 在哥伦布          | Casey            |      |
| 2018 | Support the Girls | Maci             |      |
| 2018 | 最終行動          | Sylvia Herman    |      |
| 2018 | 監護者            | 路易絲·布魯克斯  |      |
| 2019 | 愛上觸不到的你    | Stella           |      |
| 2023 | 一切始於一見鍾情  | 哈德莉·蘇利文    |      |

## 外部連結
- 海莉·盧·理查森在互联网电影资料库（IMDb）上的資料（英文）
- 海莉·盧·理查森的X（前Twitter）
- 海莉·盧·理查森的Instagram帳戶
- 海莉·盧·理查森的Facebook專頁